# Gotō Seira
Gotō Seira (後藤聖良 (Hậu Đằng Thánh Lương)/ ごとう せいら/ ゴトウ セイラ) (8 tháng 6 năm 1998) là một nữ thần tượng Nhật Bản và cựu thần tượng nhí. Cô sinh ra ở tỉnh Hyōgo. Cô là cựu thành viên của Bambina.

## Tiểu sử
Cô là cựu thành viên của nhóm nhạc Imouto Sisters.
Vào tháng 7 năm 2011, cô thành lập nhóm nhạc nữ BRATS cùng với các thành viên khác cùng công ty, bao gồm Kuromiya Aya, Kuromiya Rei và Mariya (thần tượng nhí). Cô là người chơi guitar trong ban nhạc, nhưng vì nhiều lý do, bao gồm cả việc học của cô, cô đã rời ban nhạc vào năm 2014.
Vào ngày 1 tháng 4 năm 2019, cô thông báo trên blog chính thức của Imouto Sisters rằng cô sẽ rời Bambina.

## Tác phẩm

### Băng đĩa/Video
- たっぷり 後藤聖良
- 純真無垢 〜ホワイトレーベル〜
- 純真無垢 〜ホワイトレーベル〜 Part2
- いもうと目線 聖良とふたりっきり 目線そらすな、ボクの妹...
- 純真無垢 〜ホワイトレーベル〜 Part3
- いもうと目線 聖良とふたりっきり 目線そらすな、ボクの妹... Part2
- たっぷり後藤聖良 Part2
- 純真無垢 〜ホワイトレーベル〜 Part4
- ニーハイコレクション 〜絶対領域〜
- たっぷり後藤聖良 Part3
- しまコレ 〜しましまコレクション
- 純真無垢 〜ホワイトレーベル〜 Part5
- 純真無垢 〜ホワイトレーベル〜 Part6
- 夏少女 後藤聖良
- 天真爛漫 後藤聖良
- ニーハイコレクション 〜絶対領域〜 Part2
- いもうと目線 聖良とふたりっきり 目線そらすな、ボクの妹... Part3
- ニーハイコレクション 〜絶対領域〜 Part3
- 天真爛漫 Part2 後藤聖良
- せいら日和
- いもうと目線 聖良とふたりっきり 目線そらすな、ボクの妹... Part4
- 夏少女 Part2 後藤聖良
- 天真爛漫 Part3 後藤聖良
- ギュってして

### Tạp chí
- Weekly Playboy (Shūeisha)
- KERA (Index Communications, Inc.)
- JS Girl (Sanei Shobo)